# Hillsong United
Hillsong United är ett lovsångsband från Hillsong church i Australien. Bandet leddes till en början av Reuben Morgan och Marty Sampson men leds nu av Sampson och Joel Houston. Bandet har turnerat över hela världen och har spelat i Sverige två gånger: Västerås den 19 september 2007 och Stockholm den 10 juni 2010.

## Diskografi
- 1999: Everyday
- 2000: Best Friend
- 2001: King of Majesty
- 2003: To The Ends of the Earth
- 2004: More Than Life
- 2005: Look to You
- 2006: United We Stand
- 2007: All of the Above (studioalbum)
- 2007: Encounterfest
- 2007: In A Valley By The Sea
- 2008: I Heart Revolution
- 2009: Tear Down The Walls
- 2009: Across the Earth Tear Down The Walls
- 2011: Aftermath (Hillsong United)
- 2012: Live in Miami